# 핵심 위험 지표
핵심 위험 지표(Key Risk Indicator, KRI)는 활동의 위험 수준을 나타내는 관리 지표이다. 핵심 위험 지표는 기업의 다양한 영역에서 증가하는 위험 노출에 대한 조기 신호를 제공하기 위해 조직에서 사용하는 측정 기준이다. 이는 핵심 성과 지표(KPI)와는 다르다. KPI는 어떤 일이 얼마나 잘 수행되고 있는지를 측정하는 반면, KRI는 미래의 부정적인 영향 가능성에 대한 지표이다. KRI는 활동/프로젝트의 지속성을 해칠 수 있는 잠재적인 사건을 식별하기 위한 조기 경고를 제공한다.
KRI는 운영 위험 분석의 핵심 요소이다.

## 정의
경제협력개발기구에 따르면
위험 지표는 수학 공식이나 모델을 사용하여 어떤 형태의 자원 저하 가능성을 추정하는 지표이다.

## 위험 관리

### 보안 위험 관리
ISACA의 Risk IT 프레임워크에 따르면, 핵심 위험 지표는 조직이 정의된 위험 감수성을 초과하는 위험에 노출되거나 노출될 가능성이 높다는 것을 보여줄 수 있는 측정 기준이다.
조직은 크기와 환경이 다르다. 따라서 모든 기업은 다음 단계를 고려하여 자체 KRI를 선택해야 한다.
- 조직의 다양한 이해 관계자를 고려한다
- 성과 지표, 선행 지표 및 동향을 포함하는 균형 잡힌 위험 지표를 선택한다
- 선택된 지표가 사건의 근본 원인을 파헤치는지 확인한다
- 중요한 위험을 예측할 가능성이 높고 관련성이 높은 것을 선택한다.
  - 높은 비즈니스 영향
  - 측정 용이성
  - 위험과의 높은 상관 관계
  - 민감도
- KRI 세트에 대한 임계값과 트리거를 결정한다
- KRI 트리거에 기여하거나 데이터를 제공하는 데이터 소스를 찾고 통합한다
- 알림 방법, 수신자 및 조치 또는 응답 순서를 결정한다

KRI를 지속적으로 측정하면 조직에 다음과 같은 이점을 가져다 줄 수 있다.
- 조기 경고 제공: 사전에 조치를 취할 수 있다
- 위험 사건에 대한 과거를 되돌아보는 시각 제공: 과거로부터 교훈을 얻을 수 있다
- 위험 감수성 및 허용 한계에 도달했음을 나타낸다
- 의사 결정자 및 위험 관리자에게 실시간 실행 가능한 정보 제공

호스팅된 클라우드 데이터 스토리지, 데이터 연동 및 데이터 통합의 발전으로 이전에 연결되지 않았거나 분리된 데이터 소스에서 핵심 위험 지표를 실시간으로 계산할 수 있는 데이터 공급망이 가능해졌다. 위험 수준 대시보드는 위험에 대한 실시간 푸시 알림으로 보완될 수 있다. 핵심 위험 지표에 대한 목표 달성 시 알림 트리거링을 다루는 시스템 방법 및 도구가 진화하고 있다. 핵심 위험 지표를 계산하고 알림을 활성화하는 것은 이전에는 엔터프라이즈 소프트웨어 패키지의 고유한 이점이었다. 다양한 데이터 소스에서 핵심 위험 지표에 대한 트리거 값을 계산하는 API의 진화로 인해 위험 관리자가 기업 외부 또는 기업 데이터베이스 외부의 데이터를 포함할 수 있는 잠재력이 위험 관리 환경을 변화시켰다.

## 좋은 핵심 위험 지표의 특징
좋은 핵심 위험 지표의 몇 가지 특징은 다음과 같다.
- 올바른 것을 측정할 수 있는 능력 (예: 내려야 할 결정을 지원)
- 정량화 가능 (예: 수익 손실 달러 단위의 손해)
- 정확하고 정밀하게 측정할 수 있는 능력
- 실제와 비교하여 검증할 수 있는 능력, 그리고 측정 기준의 프레임워크 내에서 이루어진 주장에 대한 신뢰 구간
- 시간 및 사업 부문 간 비교 가능성
- 위험 소유자 성과 평가

## 같이 보기
- 전사적 위험 관리
- ISO 31000